# Лихт, Феликс Рузикович
Феликс Рузикович Лихт (19 августа 1933, Кременчуг — 8 февраля 2006, Владивосток) — российский геолог, специалист в области седиментологии и морфоструктурного анализа. Доктор геолого-минералогических наук, профессор, заслуженный деятель науки Российской Федерации, автор более 170 научных публикаций, в том числе шести монографий.

## Биография
Родился 19 августа 1933 г. в г. Кременчуге в семье военнослужащего. После окончания средней школы в 1951 г. поступил на геологический факультет Кишиневского (Молдавского) государственного университета, который закончил в 1956 г. по специальности геолог-съемщик-поисковик. По своей просьбе он был направлен на Дальний Восток в Приморское геологическое управление Мингео СССР, в Южно-Приморскую съемочную экспедицию, где за период с 1956 по 1961 гг. исполнял последовательно должности младшего геолога, геолога партии, начальника партии и старшего районного геолога экспедиции. Занимался преимущественно геологической съемкой и тематическими работами, проводимыми экспедицией в южной части Сихотэ-Алиня.
В 1961 г. Феликс Рузикович Лихт был переведён главным геологом в экспедицию IV района 4-го геологического управления Мингео СССР, где занимался вопросами методического руководства геологических и специальных съемок. С 1962 г. он проводил исследования по тематическим работам к подготовке и созданию государственной геологической карты СССР Западного Сихотэ-Алиня. С его участием были установлены закономерности строения этого региона, что позволило ему обосновать научный прогноз возможности обнаружения в данном регионе месторождения вольфрама. Позднее на этом участке было открыто известное Лермонтовское месторождение вольфрама, одно из самых богатых по содержанию вольфрама. За это открытие Министерством геологии СССР Лихту Ф. Р. были вручены диплом и нагрудный знак первооткрывателя месторождения.
С 1966 г. Ф. Р. Лихт полностью сосредоточился на научных исследованиях в Дальневосточном геологическом институте в должности младшего научного сотрудника, где в 1970 г. защитил кандидатскую диссертацию по специальности «геология», посвященную вопросам морфоструктурного анализа и палеогеоморфологических реконструкций.
С 1972 по 1975 гг. Ф. Р. Лихт работал в Дальневосточном институте минерального сырья МГ СССР (г. Хабаровск) старшим научным сотрудником, занимаясь подготовкой к изданию в качестве редактора и составителя фундаментальной сводки комплекта карт по оценке перспектив на твердые полезные ископаемые (россыпи золота, олова и других металлов) побережья и шельфа восточно-арктических и дальневосточных морей СССР.
С 1975 г. и до конца своей жизни Ф. Р. Лихт проработал в Тихоокеанском океанологическом институте ДВО РАН им. В. И. Ильичева — вначале старшим научным сотрудником, а затем заведующим лабораторией. Ф. Р. Лихт, обладая большими научно-организационными способностями, в 1978 г. создал лабораторию литологии (ныне седиментологии), которую и возглавлял на протяжении более четверти века. В 1992 г. Феликс Рузикович успешно защитил докторскую диссертацию «Окраинно-морской седиментогенез в геологической истории Востока Азии».

## Научная деятельность
Феликс Рузикович Лихт — известный специалист в области седиментологии и морфоструктурного анализа. Им опубликовано более 170 работ, из них 6 монографий, в которых затрагивается широкий круг вопросов современного и древнего осадконакопления, тектоники и геологии морей Востока Азии и сопредельных областей суши. Основные разработки Ф. Р. Лихта были сосредоточены в области фундаментальных и прикладных проблем геологии и направлены на воссоздание геологического прошлого восточной окраины Азии и обрамляющих её морей и, в первую очередь, условий осадкообразования в древних бассейнах и формирования в них полезных ископаемых, связанных с осадочным процессом. Основные результаты этих исследований были представлены в трех персональных монографиях, посвященных методологии палеореконструкций, сопоставлению факторов, контролирующих современное и древнее осадкообразование и оценивающих условия образования рудных концентраций в приконтинентальном осадочном процессе (Современное приконтинентальное осадкообразование и реконструкции однотипных обстановок в геологическом прошлом Азии (1993); Сопоставление современного и древнего седиментогенеза с позиций метода актуализма (1993); Рудные концентрации в приконтинентальном осадочном процессе (2000)).
Лихт Ф. Р. являлся автором ряда новых теоретических разработок. Им установлено, что принципиальную закономерность распределения осадков на дне приконтинентальных бассейнов (то есть их фациально-формационное выражение) контролирует в первую очередь морфоструктура бассейна. Ему удалось показать, что морфоструктура отражает геодинамические тенденции развития бассейна. Это позволило воссоздать в целом геодинамическую эволюцию зоны сочленения Азиатского континента и Тихого океана по характеру формаций в геологических разрезах восточной окраины Азии.
В последние годы Феликс Рузикович большое внимание уделял вопросам, связанным с исследованием нефелоидных отложений как индикаторов седиментологических, металлогенических и морфотектонических особенностей современных и древних приконтинентальных осадочных бассейнов. В реализации этих работ им были затронуты принципиальные вопросы условий концентраций тонкого золота в приконтинентальных морских отложениях, рассматриваемых в качестве седиментационной модели месторождений черносланцевого типа.
Помимо научной деятельности Ф. Р. Лихт уделял большое внимание подготовке кадров. В течение ряда лет он вел преподавательскую работу в качестве профессора института химии и прикладной экологии ДВГУ, (ныне ДВФУ), факультета прикладной экологии и менеджмента. Для улучшения уровня подготовки студентов, им был написан учебник «Основы общей геологии». Ф. Р. Лихт состоял членом дальневосточных специализированных советов по защите докторских и кандидатских диссертаций. Как высококлассный специалист Ф. Р. Лихт работал в течение года в исследовательском центре СICIМАR. (г. Ла Пас, Мексика), куда он был приглашен по инициативе мексиканской стороны.

## Награды
Государство и научная общественность неоднократно отмечали вклад Ф. Р. Лихта в отечественную науку. Он был удостоен званий «Заслуженный деятель науки РФ» и «Ветеран труда», награждён медалью «300-летие Российского флота», почетной грамотой Российской академии наук «В честь 275-летия Академии Наук», нагрудным знаком «Первооткрыватель месторождения», обладатель множества грантов.

## Список научных трудов
- Основы общей геологии. — Владивосток, Дальнаука, 2004.
- Рудные концентрации в приконтинентальном осадочном процессе (на примере восточно-азиатской окраины России). — Владивосток, Дальнаука, 2004.
- Современное осадкообразование в окраинных морях Востока Азии (статические модели) — отв. ред. — Владивосток, Дальнаука, 1997.
- Современное приконтинентальное осадкообразование и реконструкции однотипных обстановок в геологическом прошлом Азии. — Владивосток, Дальнаука, 1993.
- Сопоставление современного и древнего седиментогенеза с позиций метода актуализма. — Владивосток, Дальнаука, 1993.
- Ф. Р. Лихт, А. И. Боцул, О. В. Дударев, Ю. Д. Макаров и др. Терригенный седиментогенез в условиях береговых рифов (Сейшельский регион). — Владивосток, 1990.
- Атлас подводных ландшафтов Японского моря (отв. ред.). — М.: Наука, 1990.
- Позднечетвертичное осадконакопление на шельфе Охотского моря (отв. ред.). — Владивосток, 1986.
- Ф. Р. Лихт, А. С. Астахов, А. И. Боцул, А. Н. Деркачев и др. Структура осадков и фракции Японского моря. — Владивосток, 1983.
- Ф. Р. Лихт, А. П. Валпетер, Ю. И. Гольдфарб, Э. Ф. Гринталь и др. Карты континентальной окраины морей Востока СССР для оценки россыпной металлоносности шельфа. — Объяснительная записка к картам. Л., 1983.
- Геологическая карта СССР м-ба 1:200 000 Серия Сихотэ-Алинь, лист L-53-IX. — М.: Недра, 1978.